# Extreme Championship Wrestling
La Extreme Championship Wrestling (ECW) fue una antigua promoción de lucha libre profesional con base en Filadelfia desde 1992 hasta 2001, año en que quebró. En 2006, la ECW fue introducida como la tercera marca de la World Wrestling Entertainment (WWE) hasta 2010, año en que fue cancelada. Sin embargo, en 2001, la WWE compró los derechos y sus vídeos, creando un vídeo llamado The Rise and Fall of ECW y un evento llamado ECW One Night Stand en 2005. Debido al éxito del DVD y del evento, en 2006 fue introducida como tercera marca, resucitando con ella el Campeonato Mundial de la ECW, llegando a tener un programa de televisión en el Sci Fi Channel actualmente llamado Syfy, llamado ECW on Sci Fi. El final del dicho programa inició la primera temporada de NXT que lo sustituyó.
La empresa se hizo famosa por sus variados estilos de lucha, como lucha libre mexicana, puroresu y sobre todo extreme y hardcore. Aunque la fuerte presencia de estos dos últimos produjeron que la compañía estuviese más enfocada al público adulto, contó con una sólida legión de fanes, y fue presentada como una alternativa a las mayores empresas de su época, la World Wrestling Federation y la World Championship Wrestling.

## Historia

### Fundación
La ECW original fue fundada en 1992 como una empresa filial a la National Wrestling Alliance, conocida como Eastern Championship Wrestling. Después de que su dueño Tod Gordon, dejara fuera al booker principal Eddie Gilbert, Gordon eligió al amigo y alumno de Gilbert, Paul Heyman, para sustituirlo. Sin embargo, la empresa dio un giro en sus personajes e historias, enfocándose más a un público más adulto, usando historias que rompían tabúes, luchadores con personajes más serios o políticamente incorrectos o luchas de estilo hardcore. Debido al éxito de la ECW, la empresa se acabó desligando la NWA el 27 de agosto de 1994, cuando se hizo un torneo para proclamar al nuevo Campeón Mundial Peso Pesado de la NWA, combate que ganó Shane Douglas al derrotar a 2 Cold Scorpio. Sin embargo, al ganar el título, Douglas rechazó el título y nombró al Campeonato Peso Pesado de la NWA, la ECW a Campeonato Mundial Peso Pesado de la ECW, independizándose la ECW de la NWA.
Después de esto, Paul Heyman buscó expandir a la ECW, se fijó la meta de conseguir una televisora e incluso realizar un PPV, el estilo Hardcore de la ECW se mantuvo durante todo el trayecto, en un punto la ECW fue notada por la WWF cuando esta realizó un house show en Filadelfia, Sandman, Dreamer entre otros invadieron este show ante el descontento de Jerry Lawler, Después de este "incidente" Vince McMahon les mostró apoyo para promover lo que sería el primer PPV en la historia de la ECW, Barely legal.
El siguiente paso para la ECW (y así evitar la inminente quiebra debido a la falta de recursos) fue obtener un contrato con una televisión a nivel nacional, y lo consiguió con TNN, pero con la modalidad de la Attitude Era de la WWF los índices de audiencia se vieron afectados por lo cual Paul Heyman la declaró en quiebra en el 2001 y luego comprada por Vince Mcmahon. Según cuenta Heyman la cadena TNN mato la ECW, ya que no daban los suficiente recursos, además de pedir bajar la violencia icónica de la promoción.
| Programa        | Notas                                              |
| --------------- | -------------------------------------------------- |
| ECW Hardcore TV | (1993–2000) transmitido por MSG Network.           |
| ECW on TNN      | (1999–2000) transmitido por The Nashville Network. |

Campeonatos de la ECW

## WWE ECW
La WWE comenzó a reintroducir la ECW por medio de una serie de DVDs y libros luego de haber adquirido en 2003 la hemeroteca de la extinta empresa. El documental The Rise and Fall of ECW, una crónica del nacimiento, desarrollo y eventual muerte de la promoción, se convirtió en uno de los vídeos mejores vendidos de la WWE. La enorme popularidad de la franquicia de la ECW motivó a los ejecutivos de la WWE a organizar un evento titulado ECW One Night Stand en 2005, cuyo propósito principal era reunir a los exluchadores de la empresa. El éxito crítico y financiero del pay-per-view sirvió como base para que la WWE organizara un segundo evento ECW One Night Stand al siguiente año, que sirvió como evento de estreno en el regreso de la ECW como tercera marca de la WWE. Pero la versión de la WWE de esta marca no gusto a todos los fanes, tras perder la esencia de la ECW.
Heyman estuvo en el cargo de creativo. Cuatro días después, en RAW durante una confrontación con Mick Foley, Heyman anunció que había fichado a dos estrellas: Uno de RAW y Uno de SmackDown!. El de Raw fue luchador de la ECW, y Mr. Money in the Bank, Rob Van Dam. Su fichaje de SmackDown fue Kurt Angle. Angle atacó a Mick Foley, justo después de acabar el anuncio de Heyman. Heyman predijo que Rob Van Dam le ganaría al Campeón de la WWE John Cena en One Night Stand. Luego Heyman apareció en SmackDown! para comentar el que sería el último combate de Kurt Angle en esta marca, luchando contra el Campeón Mundial Rey Mysterio.
En One Night Stand, John Cena y RVD estaban en pleno combate, cuando Cena, sin querer, dejó al árbitro inconsciente. Edge apareció entonces para aplicarle una Spear hacia una mesa. RVD le aplicó un "Five Star Frog Splash" para acabar con Cena, pero no había árbitro para contar. Heyman, corrió hacia el ring, e hizo la cuenta de tres. Van Dam ganó el título de la WWE. Heyman excusó los acontecimientos diciendo que el combate estaba pactado con reglas extremas, sin descalificaciones. Como campeón de la WWE, Van Dam, fue el primero en reformar la ECW. La noche siguiente, Heyman se declaró el representante de la ECW, y repuso el Campeonato Mundial de la ECW. Heyman quería unir los títulos (WWE y ECW), aunque Van Dam fue elegido para portar los dos títulos, y fue reconocido doble campeón, tanto de la ECW como de la WWE.
El 4 de julio de 2006, en la edición de ECW, Big Show retó a Van Dam a un combate por el Campeonato de la ECW. Casi al final del combate, Big Show dejó al árbitro inconsciente. RVD le aplicó su movimiento (El "Five Stars Frog Splash"). Heyman se subió al ring para contar, pero solo contó hasta dos. Heyman le dijo a Big Show que le aplicara un "Chokeslam" a Van Dam encima de una silla, que había sido utilizada con anterioridad. Big Show cubrió a RVD para la cuenta, y Heyman hizo la cuenta rápidamente, dejando intencionadamente a Van Dam sin título. Los fanes estaban tan enfurecidos, que no dudaron en tirar comida, y otras basuras hacia el ring. Este incidente fue reconocido como "La traición de South Philly".
WWE.com, anunció que Heyman había suspendido a Van Dam durante 30 días (kayfabe, relacionado por cargos contra él y Sabu). Heyman empezó a referirse a sí mismo como "el mesías" y "el padre de la ECW", justificando que en la ECW todo puede pasar, como el caso de RVD. También empezó a salir acompañado por dos guardias privados de seguridad (en realidad The Basham Brothers), protegiéndose de luchadores de la ECW y fanes que estaban descontentos con sus acciones. En un principio, todos los luchadores de la marca eran originales de la ECW, la única cara nueva en la ECW fue CM Punk.
Vince McMahon anunció que un nuevo grupo de extremistas vendría a la ECW causando el enojo de los ECW Originals como Van Dam, Sabu, Tommy Dreamer, Sandman y Balls Mahoney el nuevo grupo sería titulado New Breed conformado por Elijah Burke, Kevin Thorn, Marcus Cor Von y Matt Striker lo cual los llevaría a un enfrentamiento en Wrestlemania 23 donde triunfarían los originales. En Backlash Vince McMahon, Shane McMahon y Umaga vencerían a Lashley por lo que Vince ganaría el Campeonato Mundial de la ECW, En Judgment Day se repetiría la pelea pero esta vez ganaría Lashley pero la cuenta fue sobre Shane por lo que Vince Retuvo el título esa misma noche CM Punk derrotó a Elijah Burke, en One Night Stand CM Punk, Tommy Dreamer y Sandman derrotarían a Elijah Burke, Matt Striker y Marcus Cor Von en una Tables Match, Van Dam derrotaría a Randy Orton aun así después de la pelea Orton le ocasionó una conmoción cerebral a Van Dam en su última pelea en la WWE, Lashley pelearía ante Vince en una Street Fight ganando y recuperando el Título, aun así en el WWE Draft 2007 sería enviado a la marca Raw dejando el campeonato vacante, así que se organizó un torneo en el PPV WWE Vengeance Chris Benoit y CM Punk llegaron a la final, sin embargo Benoit fallecería, por lo que Punk se enfrentaría a John Morrison donde ganaría Morrison, al igual que en The Great American Bash y en SummerSlam, después CM Punk ganaría el título, después Chavo Guerrero se lo ganaría con ayuda de Edge, después Chavo lo pierde en 8 segundos contra Kane, después Mark Henry se lo ganaría a Kane, Matt Hardy a Henry, Jack Swagger a Hardy, Christian a Swagger, Tommy Dreamer a Christian, Christian a Dreamer (con notables defensas sobre Zack Ryder y William Regal) y Ezekiel Jackson a Christian en el último ECW de la historia.

## Segmentos especiales
| Nombre                      | Anfitrión                  | Duración  |
| --------------------------- | -------------------------- | --------- |
| Kelly's Expose              | Kelly Kelly                | 2006      |
| Striker's Classroom         | Matt Striker               | 2006-2007 |
| Extreme Expose              | Kelly Kelly, Layla, Brooke | 2007      |
| The Abraham Washington Show | Abraham Washington         | 2009-2010 |
| 15 Minutes of Fame          | John Morrison              | 2007      |
| The Dirt Sheet              | John Morrison & The Miz    | 2008-2009 |
| The Peep Show               | Christian                  | 2009-2010 |

## Gerentes generales
| Directivos:     | Desde:               | Hasta:                 |
| Paul Heyman     | 7 de junio de 2006   | 4 de diciembre de 2006 |
| Armando Estrada | 14 de agosto de 2007 | 3 de junio de 2008     |
| Theodore Long   | 3 de junio de 2008   | 7 de abril de 2009     |
| Tiffany         | 7 de abril de 2009   | 2 de febrero de 2010   |

### Comentaristas
| Comentaristas               | años(s)                                       |
| --------------------------- | --------------------------------------------- |
| Joey Styles y Tazz          | 13 de junio de 2006 - 8 de abril de 2008      |
| Mike Adamle y Tazz          | 22 de abril de 2008 - 22 de julio de 2008     |
| Todd Grisham y Tazz         | 29 de julio de 2008 - 5 de agosto de 2008     |
| Todd Grisham y Matt Striker | 5 de agosto de 2008 - 7 de abril de 2009      |
| Matt Striker y Josh Mathews | 7 de abril de 2009 - 27 de octubre de 2009    |
| Byron Saxton y Josh Mathews | 27 de octubre de 2009 - 16 de febrero de 2010 |